# گریگوری الچوسکی
گریگوری الچوسکی (روسی: Григорий Алексеевич Алчевский؛ ۱ ژانویهٔ ۱۸۶۶ – ۱ ژانویهٔ ۱۹۲۰) آهنگساز، و خواننده اهل امپراتوری روسیه بود.